# Phytoptipalpus lepsis
Phytoptipalpus lepsis är en spindeldjursart som beskrevs av Hasan, Ashfaq och Li 2003. Phytoptipalpus lepsis ingår i släktet Phytoptipalpus och familjen Tenuipalpidae. Inga underarter finns listade i Catalogue of Life.